# アリアン・モレノ
アリアン・ダビド・モレノ・シルバ（Arian David Moreno Silva  ,  2003年1月23日 - ）は、ベネズエラ・アンソアテギ州バルセロナ出身のプロサッカー選手。プリメーラ・ディビシオン・デ・ベネズエラのデポルティーボ・アンソアテギに所属している。ポジションはMF。

## 来歴
ユース時代から地元のデポルティーボ・アンソアテギで過ごし、2019年シーズンに16歳でトップチームに昇格。同年2月17日のジャネロス・デ・グアナレFC戦で、プロデビュー戦を90分間フル出場した。